# Laguna Salada (Mexico)
Laguna Salada is een grote zoutvlakte die ongeveer tien meter onder zeeniveau ligt. De vlakte ligt in de Sonorawoestijn in de Mexicaanse provincie Baja California, 30 km ten zuidwesten van Mexicali. De vlakte lijkt enigszins op een ruit en is 60 km  lang en 17 km breed op het breedste punt.
Als hij droogvalt, is de zeer gelijkmatige bodem een uitstekende locatie voor recreatief rijden. Het gebied is ook berucht om zijn zandstormen, meestal het resultaat van zwaar onweer tijdens de zomermoesson. Als het langere tijd hard regent kan de vlakte volledig gevuld worden met water. Hierdoor blijft slechts de ongeasfalteerde weg op de westelijke oever over als men het gebied wil doorkruisen. De zoutvlakte wordt geflankeerd door de bergketens Sierra de Los Cucapah en de Sierra de Juárez.